# La Bonne Mère (pointu)
Pour les articles homonymes, voir Bonne Mère.
La Bonne Mère est une barquette marseillaise de pêche côtière, construite en 1964 par le chantier naval Gay et Naddeï de Marseille.
Elle est immatriculée MA 246903 quartier maritime de Marseille, avec pour port d'attache la Société Nautique de L'Estaque à Marseille, et labellisée BIP (Bateau d'Intérêt Patrimonial) en 2007 par la Fondation du patrimoine maritime et fluvial.

## Histoire
Ce bateau de pêche côtière (ou pointu) à voile latine et foc sur bout-dehors a été construit par Michel Gay, neveu du constructeur André Ruoppolo, un des constructeurs de référence historique de barquette marseillaise. Il est lancé sous le nom de « La Croix du Sud » en 1964 pour Noel Pastouret, pêcheur du Lavandou. Il est racheté en 1974 à titre de voilier de plaisance par le père du propriétaire actuel qui le rebaptise « La Bonne Mère ». Il est entièrement restauré en 2006 pour être présent entre autres aux fêtes maritimes de Brest et de Douarnenez en Bretagne en 2008, 2012 et 2016.

## Quelques navires similaires
- La Marie-Louise
- La Sainte Anne
- La Sémillante